# Yuma Asami
Yuma Asami (麻美 ゆま Yuma Asami?), född den 24 mars 1987, är en japansk porrskådespelare. Hon debuterade i branschen 2005, då hon var 18 år, och har sedan dess arbetat för två större japanska AV-studior Alice Japan och S1 No. 1 Style.. Förutom att ha medverkat i ett antal hårdporrfilmer har hon också medverkat i filmer med viss nakenhet, men utan sex, samt i V-Cinema, pink film och i dramafilmer för TV.